# Vinylová podlaha

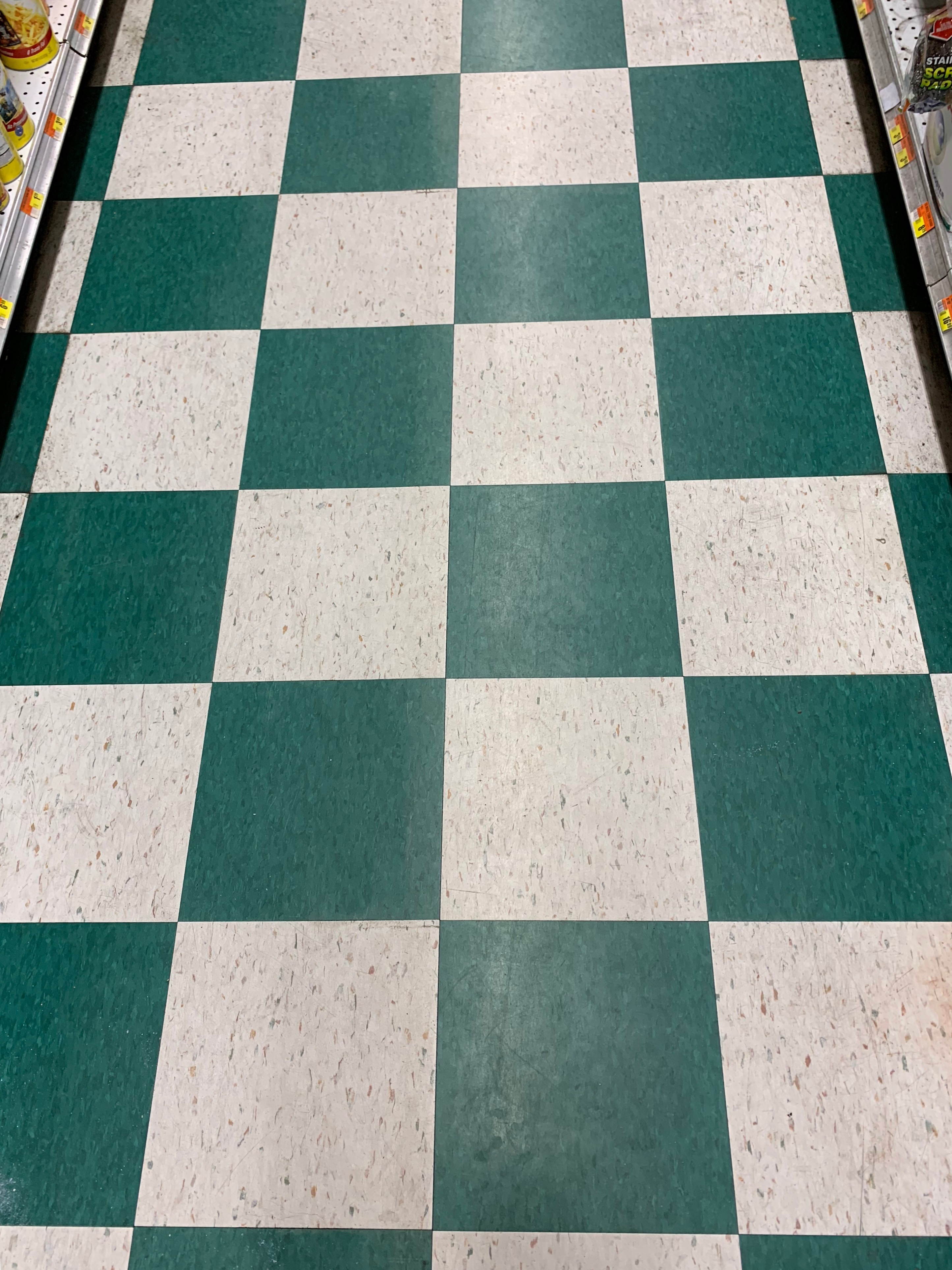
Vinylové dlaždice

Název vinylová podlaha je odvozen od plastu PVC. Je hojně využívaná po celém světě a vyrábí se v různých provedeních, například jako imitace dřeva či kamene.

## Rozdělení vinylových podlah
Vinylové podlahy můžeme rozdělit podle toho, zda se jedná o celistvou vrstvu (zabalenou v roli) anebo jednotlivé dílce, které do sebe zapadají, podobně jako parkety.

### Homogenní vinylové podlahy
Prodávají se v celistvé vrstvě, mají jednotné provedení, prodávají se převážně v rolích a nazývají se také jako měkčené PVC podlahy.

### Heterogenní vinylové podlahy
Heterogenní vinylové podlahy, nazývané také jako neměkčené PVC podlahy jsou lepené anebo plovoucí se zámkem (celovinylové plovoucí podlahy). 

## Výhody a nevýhody vinylových podlah
Každý typ podlah má své zastánce i odpůrce. 

### Výhody vinylových podlah
- pestrý výběr – existuje mnoho různých typů vinylových podlah, ať už se jedná o imitace dřeva, kamene a další,
- nenáročná údržba,
- cenově dostupné,
- odolnost – vinylové podlahy jsou odolné vůči poškrábání, skvrnám, zářezům aj. V případě mírného poškrábání je možné je renovovat. Jsou odolné vůči vlhkosti, takže je možné je využít i v koupelně či kuchyni,
- protiskluzné – vinylové podlahy mají protiskluzový povrch.

### Nevýhody vinylových podlah
- náchylné na extrémní teploty – vinylové podlahy není vhodné vystavovat z dlouhodobého hlediska vysokým či nízkým teplotám, jelikož může dojít k tvorbě spár.